# Endre Salgó
Endre Salgó, madžarski rokometaš, * 11. december 1913, Budimpešta, † 1945, Budimpešta.
Leta 1936 je na poletnih olimpijskih igrah v Berlinu v sestavi madžarske rokometne reprezentance osvojil četrto mesto.